# Yasuhito Tomita
Yasuhito Tomita (富田 康仁 Tomita Yasuhito?, nacido el 18 de abril de 1990 en Aichi) es un exfutbolista japonés que se desempeñaba como centrocampista.

## Trayectoria

### Clubes
| Club              | País  | Año         |
| ----------------- | ----- | ----------- |
| Zweigen Kanazawa  | Japón | 2013 - 2017 |
| Azul Claro Numazu | Japón | 2018        |

## Estadística de carrera

### J. League
| Club             | Año   | J. League | J. League | Copa J. League | Copa J. League | Total | Total |
| Club             | Año   | Part.     | Goles     | Part.          | Goles          | Part. | Goles |
| ---------------- | ----- | --------- | --------- | -------------- | -------------- | ----- | ----- |
| Zweigen Kanazawa | 2014  | 23        | 3         | -              | -              | 23    | 3     |
| Zweigen Kanazawa | 2015  | 3         | 0         | -              | -              | 3     | 0     |
| Zweigen Kanazawa | 2016  | 7         | 0         | -              | -              | 7     | 0     |
| Zweigen Kanazawa | 2017  | 3         | 0         | -              | -              | 3     | 0     |
| Total            | Total | 36        | 3         | 0              | 0              | 36    | 3     |